# Horst Gies (Historiker)
Horst Gies (* 19. September 1938 in Koblenz) ist ein deutscher Historiker und anerkannter Experte für Nationalsozialistische Agrarpolitik sowie Geschichtsdidaktik.

## Leben
Horst Gies studierte Geschichte, Politikwissenschaft und Germanistik an den Universitäten Frankfurt/Main und München, wo er 1965 bei Paul Kluke zu R. Walther Darré und die nationalsozialistische Bauernpolitik in den Jahren 1930 bis 1933 promoviert wurde, was zugleich sein Lebensthema werden sollte. Nach den Prüfungen für das Lehramt am Gymnasium (Geschichte, Sozialkunde, Gemeinschaftskunde und Deutsch) trat Gies 1968 in den Schuldienst ein und war zugleich Assistent an einem Studienseminar für das Lehramt an Gymnasien in Frankfurt/Main. Er arbeitete am Konzept des vierbändigen Geschichtslehrbuches Fragen an die Geschichte mit, das ab 1974 von Heinz Dieter Schmid herausgegeben wurde und verfasste darin das Kapitel über den Nationalsozialismus. Die wissenschaftliche Laufbahn verfolgte er von da bis zu seiner Emeritierung 2003 weiter: 1970–1972 war er Dozent am Seminar für Politische Bildung und Didaktik der Geschichte der PH Münster, ab 1973 war er Professor für Didaktik der Geschichte am Historischen Seminar der PH Berlin und seit 1980 an der FU Berlin. Seit 2003 ist er im Ruhestand.

## Forschungsschwerpunkte
Seine Forschungsschwerpunkte sind die Didaktik des Geschichtsunterrichts, einschließlich Lehrerausbildung, Agrarwirtschaft und Agrarpolitik im Deutschen Reich (1933–1945), zeitgeschichtliche Themen im Geschichtsunterricht und die Geschichte der Geschichtsdidaktik und des Geschichtsunterrichts in Deutschland.

## Mitgliedschaften
- 1982–1986 Vorsitzender der Ständigen Kommission für Bibliothekswesen (BIK) beim Akademischen Senat der Freien Universität Berlin
- 1990–1994 Vertreter der Freien Universität Berlin im Beirat für Lehrerbildung des Landes Berlin
- 1995–1999 Vorsitzender des Landesverbandes Berlin im Deutschen Hochschulverband (DHV)
- 1996–2000 Mitglied des Ausschusses beim Vorstand des Verbandes der Historiker und Historikerinnen Deutschlands (VHD) als Vertreter der Geschichtsdidaktik

## Veröffentlichungen (Auswahl)

### Monographien
- Zeitgeschichte im Unterricht. Ein didaktischer Grundriss zur Geschichte im Zwanzigsten Jahrhundert. Berlin 1976.
- Repetitorium Fachdidaktik Geschichte. Bad Heilbrunn/Obb. 1981.
- Zus. mit S. Spanik: Bibliographie zur Didaktik des Geschichtsunterrichts. Weinheim 1983.
- Geschichte – Geschichtslehrer – Geschichtsunterricht. Studien zum historischen Lehren und Lernen in der Schule. Weinheim 1998.
- Geschichtsunterricht unter der Diktatur Hitlers. Köln 1992.
- Zus. mit Gustavo Corni: Blut und Boden. Rassenideologie und Agrarpolitik im Staat Hitlers (= Historisches Seminar, NF Band 6), Idstein 1994.
- Zus. mit Gustavo Corni: Brot – Butter – Kanonen. Die Ernährungswirtschaft in Deutschland unter der Diktatur Hitlers. Berlin 1997.
- Zus. mit Michele Barricelli, M. Toepfer: Geschichtsunterricht. Ein Handbuch zur Unterrichtsplanung. Böhlau/UTB, Köln-Weimar-Wien 2004.
- Richard Walther Darré. Der „Reichsbauernführer“, die „Blut und Boden“-Ideologie und Hitlers Machteroberung. Böhlau, Köln-Weimar-Wien 2019.

### Herausgeberschaft
- Geschichtslehrerausbildung in der Bundesrepublik Deutschland (= Dortmunder Arbeiten zur Schulgeschichte und zur historischen Didaktik, Band 7) Bochum 1985.
- Nation und Europa in der historisch-politischen Bildung. Schwalbach/Ts. 1998.

### Aufsätze
- Das nationalsozialistische Deutschland. In: Heinz Dieter Schmid (Hrsg.): Fragen an die Geschichte. Arbeitsbuch für die Sekundarstufe I, Bd. 4, Hirschgraben Verlag, Frankfurt/M. 1978, S. 42–76 (Neuauflage 1984, S. 50–92) und Cornelsen Verlag, Berlin 1999, S. 50–94. Lehrerbegleitbuch 1984, S. 47–81.
- Die Regierung Hertling und die Parlamentarisierung in Deutschland 1917/18. In: Der Staat. Zeitschrift für Staatslehre, Öffentliches Recht und Verfassungsgeschichte, 1974, Heft 4, S. 471–496.
- NSDAP und landwirtschaftliche Organisationen in der Endphase der Weimarer Republik. In: Vierteljahrshefte für Zeitgeschichte, 15. Jg. 1967, S. 341–376 (online zugänglich).
- Zur Entstehung des Rasse- und Siedlungsamtes der SS. In: Festgabe zum 60. Geburtstag von Professor Paul Kluke. Hrsg. von Dieter Rebentisch. Frankfurt 1968 (als Mskr. gedruckt; nicht im Handel).
- Die Rolle des Reichsnährstandes im nationalsozialistischen Herrschaftssystems. In: G. Hirschfeld, Lothar Kettenacker (Hrsg.): Der „Führerstaat“. Mythos und Realität. Studien zur Struktur und Politik des Dritten Reiches. Stuttgart 1981, S. 270–303.
- Berlin. Stadtgeschichte als Zugang zur Weltgeschichte. In: Die Alte Stadt. Zeitschrift für Stadtgeschichte, Stadtsoziologie und Denkmalspflege 8, 1981, S. 198–307.
- Geschichtsbewußtsein und Geschichtsunterricht in der Deutschen Demokratischen Republik. In: Geschichte in Wissenschaft und Unterricht 40, 1989, S. 618–625.
- Neuanfang und Kontinuitäten. Geschichtsdidaktik und Geschichtsunterricht in Niedersachsen nach 1945. In: H. Kuss, Bernd Mütter (Hrsg.): Geschichte Niedersachsens – neu entdeckt. Braunschweig 1996, S. 98–111.
- Umerziehung oder Erneuerung? Zum Umbruch historischen Lehrens und Lernens in der DDR 1989/90. In: Gustavo Corni, Martin Sabrow (Hrsg.): Die Mauern der Geschichte. Historiographie in Europa zwischen Diktatur und Demokratie. Leipzig 1996, S. 118–137.
- Autarkie und Landwirtschaft. Der Stellenwert der Ernährungswirtschaft in der nationalsozialistischen Kriegsplanung 1933–1945. In: E. Langthaler, J. Redl (Hrsg.): Reguliertes Land. Agrarpolitik in Deutschland, Österreich und der Schweiz 1930–1960 (= Jahrbuch für Geschichte des ländlichen Raumes. 2005), S. 19–27.
- Geschichtsunterricht und nationale Identitätsbildung in der Volksschule des Wilhelminischen Kaiserreichs. In: Geschichte in Wissenschaft und Unterricht, 57, 2006, S. 492–509.